# Gastrotheca aratia
Espèce
Statut de conservation UICN

 LC  : Préoccupation mineure
Gastrotheca aratia est une espèce d'amphibiens de la famille des Hemiphractidae.

## Répartition
Cette espèce est endémique de la région de Cajamarca au Pérou. Elle se rencontre entre 2 560 et 2 875 m d'altitude dans le nord de la cordillère Occidentale. 

## Publication originale
- Duellman, Barley & Venegas, 2014 : Cryptic species diversity in marsupial frogs (Anura: Hemiphractidae: Gastrotheca) in the Andes of northern Peru. Zootaxa, no 3768, p. 159–177.